# 大卫·爱登堡的博物馆奇妙夜
大卫·爱登堡的博物馆奇妙夜（David Attenborough's Natural History Museum Alive）是一部於2014年上映的英国紀錄片，劇本由大卫·爱登堡撰寫，于2014年元旦在天空第一台播出。
这部纪录片在伦敦自然史博物馆拍摄，并將博物馆內收藏的动物骨骼（始祖鳥、巨型恐鸟和哈斯特鹰、巨猿、斯劍虎 、魚龍屬以及梁龍）通過電腦合成影像展現出來。